# William Heneker

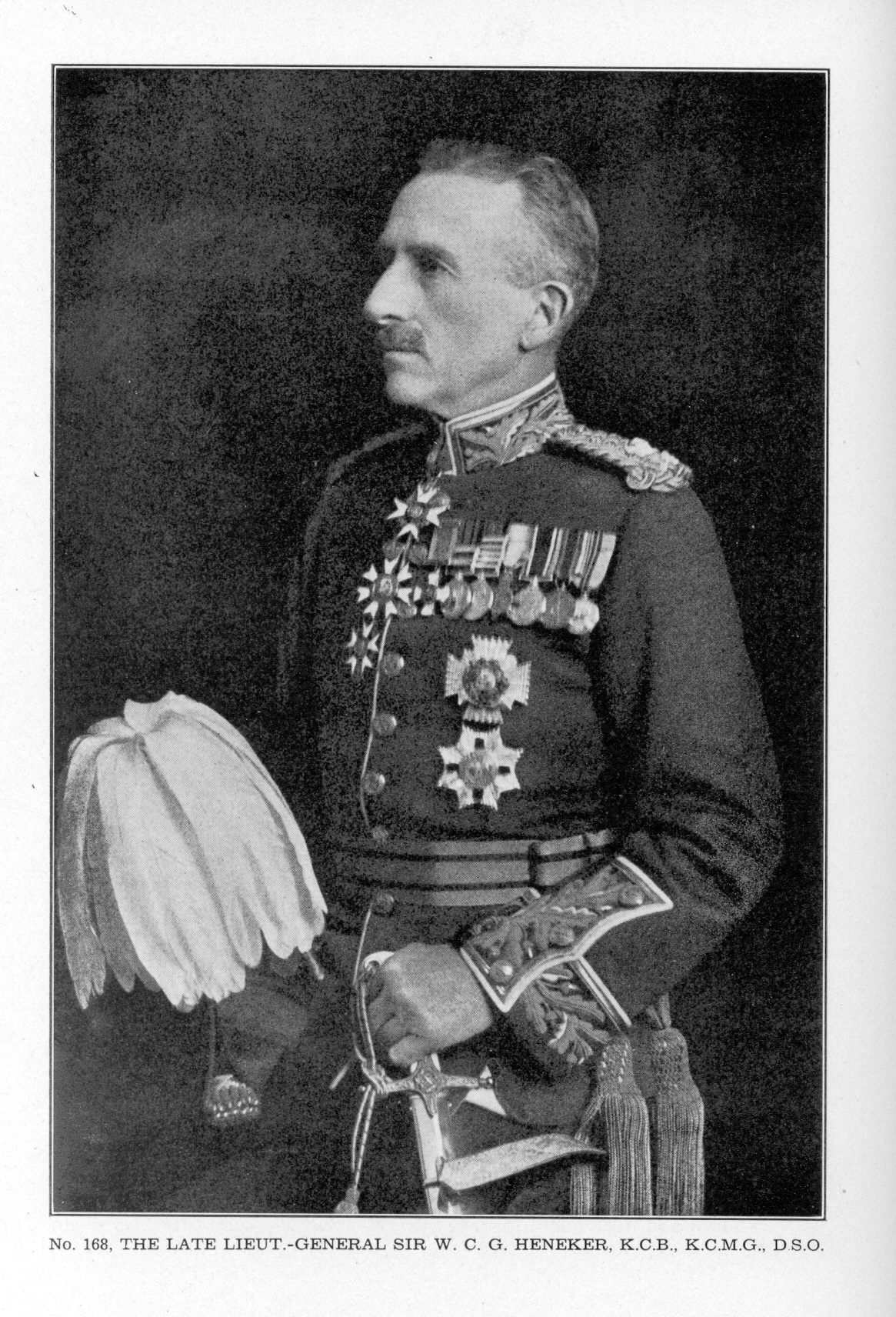
Major General Sir William Heneker, 1932

Sir William Charles Giffard Heneker KCB KCMG DSO (* August 1867 in Sherbrooke, Québec; † 24. Mai 1939 in London, England) war ein kanadischer Offizier, zuletzt Generalmajor in britischen Diensten im Ersten Weltkrieg, Kommandeur der Britischen Garnison in Köln (1920), sowie Befehlshaber der britischen Truppen in Oberschlesien (1922).

## Leben

### Militärlaufbahn
Heneker besuchte das Bishop’s College in Lennoxville, Quebec und begann seine Militärlaufbahn im Royal Military College of Canada in Kingston, Ontario am 1. September 1884. Zwischen 1897 und 1906 diente Heneker in West Afrika auf verschiedenen britischen Kriegsschauplätzen und war später auch in Indien und im Nordwesten von Pakistan stationiert.
Zwischen 13. März und 14. Dezember 1915 kommandierte er die 54. Infanterie-Brigade des British Expeditionary Force in Nordfrankreich. Am 10. April 1916 wurde er zum Oberst befördert und übernahm am 29. Oktober 1916 kurzfristig die Führung der 190. Infanterie-Brigade. Am 9. Dezember 1916 wurde er zum Kommandeur der britischen 8. Infanteriedivision ernannt, ein Kommando, das er bis Kriegsende behielt. Am 3. Juni 1917 wurde er zum Generalmajor befördert. Während der deutschen Frühjahrsoffensive im Raum östlich von Amiens kämpften seine Truppen Anfang April 1918 hinhaltend bei Villers-Bretonneux und wurden kurz darauf zur Auffrischung an die Vesle verlegt, wo sie Ende Mai in der Dritten Aisneschlacht abermals durch eine deutsche Offensive erfasst wurden. 
Nach Ende des Krieges diente seine Division von März bis Oktober 1919 als Teil des Brückenkopfes am rechten Rheinufer. Er verblieb nach der Kommandoübernahme des Feldmarschall Robertson auch weiterhin bei den Besatzungstruppen in Deutschland. Generalmajor Heneker kommandierte ab März 1920 die aus Truppenteilen der 29th Division neugebildete Southern Division im Verband des II. Corps der Rheinarmee. Gleichzeitig wurde er Kommandant der britischen Besatzung in Köln. Von 1921 bis 1922 war er Chef der britischen Streitkräfte in Oberschlesien und der britische Vertreter der Interalliierten Regierungs- und Plebiszitskommission für Oberschlesien. Zwischen Juli 1922 und Juli 1926 übernahm er die Führung der 3. Infanterie-Division in der Heimat. Anschließend ging er nach Indien und diente als Commander-in-Chief im dortigen Southern Command. 1932 trat er in den Ruhestand.

### Familie
Er heiratete 1901 Clara Marion und hatte mit ihr zwei Söhne: David William (* 31. März 1906) und Patrick Allason Holden (* 1. September 1908).

## Auszeichnungen
- Kommandeur der Ehrenlegion, 1918.
- Knight Commander des Order of the Bath, 1919.
- Knight Commander des Order of St. Michael and St. George, 1919.
- Distinguished Service Order, 1903.

## Werke
- Bush Warfare, Hugh Rees Press, London, 1907 (englisch)